# Всеобщие выборы в Гватемале (1931)
Президентские выборы в Гватемале прошли 6—8 февраля 1931 года. Хорхе Убико избирался на безальтернативных выборах, когда оставшаяся часть Либеральной партии не стала возражать против его кандидатуры, а Консервативная партия была слишком дезорганизована и дискредитирована после президентства Ласаро Чакона Гонсалеса, чтобы выдвинуть своего кандидата. Убико Прогрессивной либеральной партии сформировал союз двух крыльев Либеральной партии и также выиграл парламентские выборы на безальтенативной основе.

## Результаты

### Президентские выборы
| Кандидат                           | Партия                             | Голоса  | %   |
| ---------------------------------- | ---------------------------------- | ------- | --- |
| Хорхе Убико                        | Прогрессивная либеральная партия   | 305 841 | 100 |
| Недействительных/пустых бюллетеней | Недействительных/пустых бюллетеней |         | -   |
| Всего                              | Всего                              | 305 841 | 100 |
| Источник: Nohlen                   |                                    |         |     |

### Парламентские выборы
| Партии и альянсы                   | Голоса  | %   | Места |
| ---------------------------------- | ------- | --- | ----- |
| Прогрессивная либеральная партия   | 305 841 | 100 | 69    |
| Недействительных/пустых бюллетеней |         | -   | -     |
| Всего                              | 305 841 | 100 | 69    |